# Polignano a Mare
Polignano a Mare är en ort och kommun i storstadsregionen Bari, innan 2015 provinsen Bari, i regionen Apulien i Italien. Kommunen hade 18 022 invånare (2017) och gränsar till kommunerna Castellana Grotte, Conversano, Mola di Bari och Monopoli.
Sångaren och skådespelaren Domenico Modugno kommer från staden.